# 乔希·斯坦
乔舒亚·哈罗德·斯坦（Joshua Harold Stein，1966年9月13日—），生于美国华盛顿哥伦比亚特区，是一名美国律师和政治人物，民主党党员，现任北卡罗来纳州州长。斯坦于2009年至2016年担任北卡罗来纳州参议院议员，于2017年至2025年担任北卡罗来纳州总检察长。